# Senyumia minutiflora
Senyumia es un género monotípico de plantas herbáceas perteneciente a la familia Gesneriaceae. Su única especie: Senyumia minutiflora, es originaria de la Península Malaya.

## Descripción
Es una hierba perenne de pequeño tamaño. Tiene el tallo decumbente, algo leñoso, lanoso-cabelludo. Las hojas copetudas, con peciolo bastante corto, la lámina delgada membranosa, ampliamente lanceolada a ovada, aserrado toscamente el margen, los dientes opuestos, roma, largo cabelludo en ambos lados. Las inflorescencias en cimas con pedúnculo delgado y varios pares de flores. Sépalos 5, linear-lanceoladas, libres en la base. Corola color blanco puro, con tubo corto y amplio, extremidad bilabiada. El fruto es una cápsula retorcida en espiral, la apertura de dorsal y ventral. Las semillas con testa reticulada. Tiene un número de cromosomas de: 2n = 18.

## Taxonomía
Senyumia minutiflora fue descrita por (Ridl.) Kiew, A.Weber & B.L.Burtt y publicado en Beitrage zur Biologie der Pflanzen 70(2–3): 400. 1997[1998].
Etimología
Senyumia: nombre genérico que hace referencia a la localidad de la única especie, Gunung Senyum, en la península de Malasia.
minutiflora: epíteto latíno que significa "con flores diminutas"
Sinonimia
- Boea minutiflora Ridl.[2] Su única especie: Senyumia minutiflora,[3]